# Demokratiets arsenal
Talen om Demokratiets arsenal (The Arsenal of Democracy) er en af de 30 kaminpassiarer der blev udsendt på radio af den amerikanske præsident Franklin D. Roosevelt. Den blev sendt den 29. december 1940 under 2. Verdenskrig på et tidspunkt hvor Nazityskland havde besat en stor del af Europa og truede Storbritannien.
Nazityskland var allieret med Italien og Japan (aksemagterne). På daværende tidspunkt var Tyskland og Sovjetunionen fortsat allierede efter Molotov-Ribbentrop-pagten og havde i fællesskab invaderet Polen i 1939. Alliancen varede ved lige til den tyske invasion af Sovjetunionen i juni 1941.
Roosevelt omtalte Detroit, Michigan som "demokratiets store arsenal" på grund af den hurtige omstilling af en stor del af Detroit-området (bilindustri) til at fremstille våben under 2. Verdenskrig. Talen var en opfordring om at bevæbne og støtte de Allierede i Europa og i mindre grad Asien i deres kamp mod totalitære regimer.

## Vendingens oprindelse
Vendingen "Demokratiets arsenal" stammede fra den amerikanske skuespilforfatter Robert Emmet Sherwood, som blev citeret i 12. maj 1940 udgaven af New York Times for at sige: "dette land er allerede i praksis et arsenal for de demokratiske Allierede." Selv om den franske økonom Jean Monnet havde brugt vendingen senere i 1940, blev han bedt om at lade være med at bruge den igen, så Roosevelt kunne gøre brug af den i sine taler. Franklin Roosevelt har siden været tilskrevet vendingen. Efter talen tog byen Detroit, Michigan vendingen til sig, som et tilnavn.  Vendingen blev foreslået af Roosevelts top rådgiver Harry Hopkins.

## Synopsis
En stor del af slutningen på talen havde til formål at fjerne en følelse af selvtilfredshed. Roosevelt fremlagde situationen klart og pointerede de uholdbare punkter. Han omtalte at "nogle af os tror, at selv om Storbritannien falder, er vi stadig sikre på grund af det bredden på Atlanterhavet og Stillehavet". Han afviste dette ved at sige, at moderne teknologi effektivt havde formindsket afstandene over disse oceaner og endda gjorde det muligt at "fly kunne flyve fra De britiske Øer til New England og tilbage uden optankning."
Efter at have fastslået faren fortsatte præsidenten med at kræve handling fra folket. Han omtalte et telegram, han havde modtaget. Han tilbageviste indholdet, som han opsummerede som "Hr. præsident, vær venlig ikke at skræmme os ved at fortælle os fakta".
Det centrale faktum, som amerikanere måtte forstå var: "Hvis Storbritannien bukker under vil Aksemagterne kontrollere kontinenterne Europa, Asien, Afrika og Australien samt de internationale farvande, og de vil være i en position hvor de kan indsætte enorme militær og flådestyrker mod denne verdenshalvdel".
Derefter fortsatte han med at beskrive situationen i Europa, og understregede sine bemærkninger med advarsler om hvorledes nazisterne ville bruge den samme taktik på den vestlige halvkugle, med levende billeder såsom: "disse landes skæbner (besat med magt af nazisterne) fortæller os hvad det betyder at leve foran en nazistisk kanon#. Roosevelt angreb den britiske politik fra før krigen med "appeasement," og kaldte den ineffektiv. Ved at give tidligere eksempler fra europæiske lande sagde han at den var nytteløs.
Den eneste løsning var at støtte Storbritannien ("spydspidsen til modstand mod verdenserobring") mens det stadig var muligt.
Selv om han ikke direkte lovede at holde sig ud af krigen, sagde han at "vor nationale politik er ikke rette mod krig", og argumenterede for at ved at hjælpe Storbritannien nu ville betyde at amerikanere ikke behøvede at kæmpe. "De kan derfor fastslå – fastslå at enhver snak om at sende armeer til Europa er bevidste usandheder". Europa "beder os ikke om at kæmpe deres kampe. De beder os om redskaberne til at føre krig, flyene, kampvognene og kanonerne, fragtskibene som vil gøre det muligt for dem at kæmpe for deres frihed og vores sikkerhed. Vi må bestemt lade dem få disse våben, lade dem få dem i tilstrækkeligt omfang og tilstrækkeligt hurtigt så vi og vore børn kan svares for smerten og lidelserne ved krig, som andre har måttet udholde".
Han appellerede om at dette måtte ændres, samtidig med at han understregede at åben krig ikke ville skade landet: Dette lands styrke skal ikke svækkes ved at regeringen undlader at beskytte dets borgeres økonomiske velfærd". Han fokuserede på temaet om det "glimrende samarbejde mellem regeringen, industrien og arbejderne" i adskillige afsnit, beskrev hvorledes amerikansk arbejdskraft ville betyde en forskel i kampområder og bemærkede hvor vigtig fremstilling af våben og køretøjer var for at være en stærk nation.
Han advarede mod arbejdskampe og sagde: "Landet forventer at vores forsvarsindustrier fungerer uden afbrydelser på grund af strejker eller lockouter. Det forventer og insisterer på, at ledelse og arbejdere afgør deres uenigheder frivilligt eller med juridiske midler".
Roosevelt understregede, at det ikke var den amerikanske regering men det amerikanske folk, som havde magten til at vende tidevandet i krigen. Det er her han bruger vendingen "demokratiets arsenal": "Vi må være demokratiets store arsenal. For os er dette en nødsituation på samme måde som krig. Vi må fordybe os i vores opgaver med samme beslutsomhed, den samme hast, den samme patriotiske ånd og de samme ofre som vi vil gøre det, hvis vi var i krig". Til sidst forsikrede han igen det amerikanske folk: "Jeg tror, at Aksemagterne ikke vil vinde denne krig."

## Talens effekt
Talen afspejlede den amerikanske tilnærmelse til at gå ind i 2. Verdenskrig. Den markerede den aftagende isolationisme og ikke-interventions doktrin, som havde domineret mellemkrigsårenes udenrigspolitik i USA efter den amerikanske involvering i 1. Verdenskrig.
På dette tidspunkt blev United States Navy anset for at være stærk og kunne garantere at den vestlige halvkugle var sikker mod invasion, men der var kun 458.365 i aktiv tjeneste i hæren, 160.997 i flåden og 28.345 i Marinekorpset. I løbet af det næste år blev dette tale omtrent firedoblet til 1.801.101 – 1.462.315 i hæren, 284.437 i flåden og 54.359 i marinekorpset.
Tidligere politikker, såsom neutralitetslovene, var allerede ved at blive erstattet med stigende bistand til de Allierede, herunder "Cash and carry" politikken fra 1939 og Destroyere for baser aftalen i september 1940. Lend-Lease programmet indledtes i marts 1941, nogle måneder efter Demokratiets arsenal talen. Efter Angrebet på Pearl Harbor i december 1941 – mindre end et år efter talen, gik USA ind i krigen